# Agrypon carinifer
Agrypon carinifer är en stekelart som beskrevs av Schmid 1970. Agrypon carinifer ingår i släktet Agrypon och familjen brokparasitsteklar. Inga underarter finns listade i Catalogue of Life.